# Rocher du Loup
Il Rocher du Loup (2654 m) è un monte del Massiccio dei Cerces nelle Alpi Cozie. Si trova nel dipartimento francese delle Alte Alpi.

## Toponimo

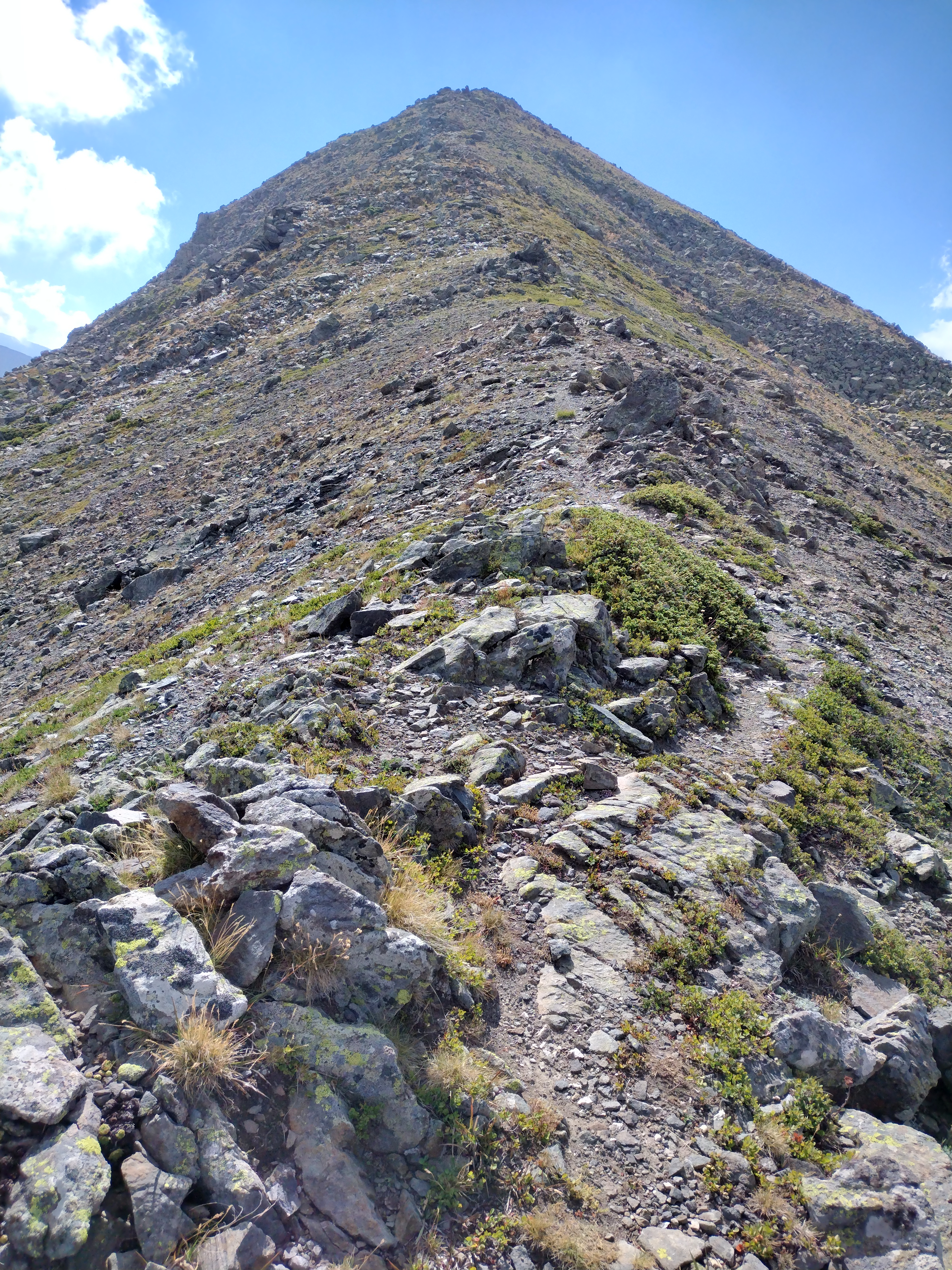
Crinale est

Rocher in francese significa roccia e du Loup significa del lupo.

## Caratteristiche
La montagna si trova in Valle della Clarée su crinale secondario che divide tra loro due valloni laterali, quello del Torrent du Granon (a sud) e quello del Torrent de l'Oule. Ad ovest della sua cima il crinale scende al Colle de l’Oule e ridìsale poi alla Gardiole. Ad nord-est invece il crinale prosegue verso la Roche Gauthier (2746 m) e la Crête de Lenlon. La prominenza topografica del Rocher du Loup è di 108 metri. La sua cima è segnalata da un piccolo ometto in pietrame.

## Salita alla vetta

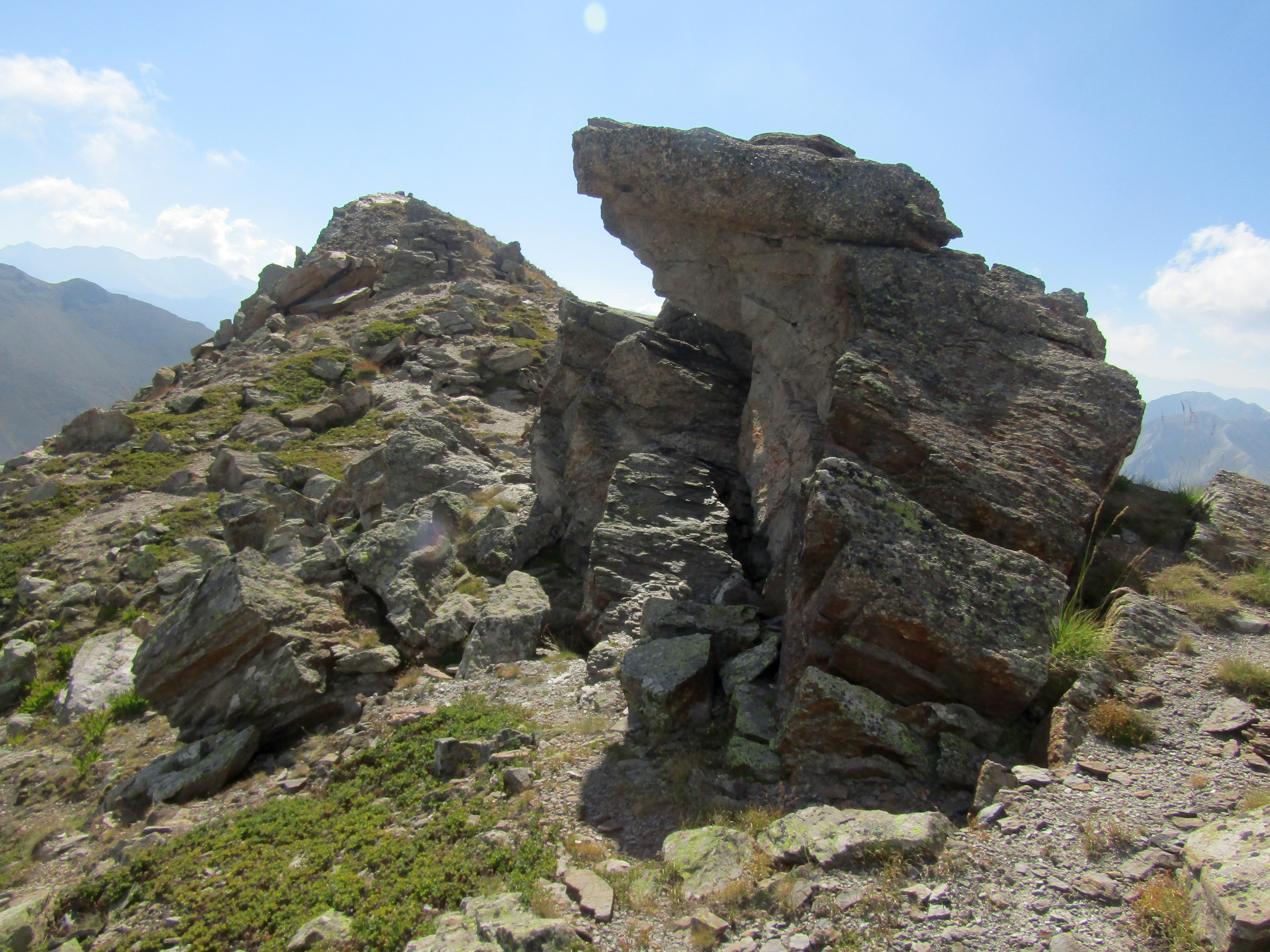
La vetta della montagna

Si può raggiungere Rocher du Loup per sentiero con partenza dal Col del Granon o dalla valle della Clarée. Si tratta di itinerari di difficoltà escursionistica E. La salita può essere accoppiata con quella alla vicina Gardiole. La montagna è anche una classica meta di escursioni scialpinistiche. Il panorama dalla cima è molto vasto e comprende, oltre alle montagne circostanti, anche due laghi sottostanti a nord della montagna, il Grand Lac de l'Oule e il Lac la Barre.